# 塞马朗斯
塞马朗斯（法語：Sémalens，法語發音：[semalɛ̃s]）是法国奥克西塔尼大区塔恩省的一个市镇，属于卡斯特尔区。

## 地理
塞马朗斯（43°35'29"N, 2°6'39"E）面积11.12 平方千米，位于法国奧克西塔尼大區塔恩省，该省份为法国南部内陆省份，北起顺时针与阿韦龙省、埃罗省、奥德省、上加龙省和塔恩-加龙省接壤。
与塞马朗斯接壤的市镇（或旧市镇、城区）包括：阿古河畔维耶尔米、索尔河畔康布内、弗雷日维尔、皮洛朗斯、圣日耳曼德普雷、萨伊斯。
塞马朗斯的时区为UTC+01:00、UTC+02:00（夏令时）。

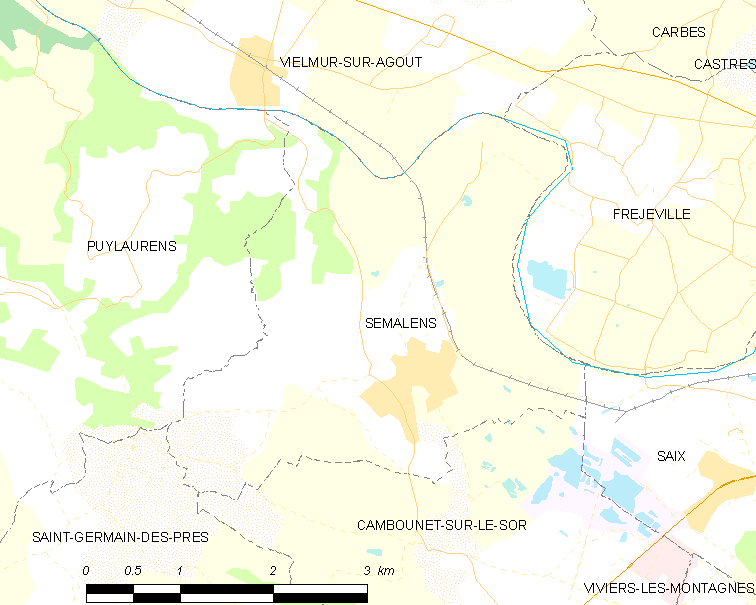
塞马朗斯的OSM定位图

## 行政
塞马朗斯的邮政编码为81570，INSEE市镇编码为81281。

## 政治
塞马朗斯所属的省级选区为阿古平原县。

## 人口

1962-2008年间塞马朗斯人口变化图示

塞马朗斯于2022年1月1日时的人口数量为2021人。